# Europese auto in 1896
Dit artikel geeft een overzicht van alle Europese personenwagens uit 1896. De auto's staan alfabetisch gerangschikt per merk.
| Pennington |                  | concern:                       | onafhankelijk |
| Pennington | divisie:         |                                |               |
| Pennington | merk:            | Pennington Verenigd Koninkrijk |               |
| Pennington | model:           | Autocar                        |               |
| Pennington | einde productie: | 1896                           |               |
| Pennington | productieaantal: | ca. 5                          |               |

| Peugeot |                  | concern:                            | onafhankelijk |
| Peugeot | divisie:         |                                     |               |
| Peugeot | merk:            | Peugeot Frankrijk                   |               |
| Peugeot | model:           | Type 18 limousine met 8 zitplaatsen |               |
| Peugeot | einde productie: | 1901                                |               |
| Peugeot | productieaantal: | 26                                  |               |